# John Palliser
John Palliser (Dublin, 29 de janeiro de  1817 – Condado de Waterford, 18 de agosto de 1887) foi um militar, geógrafo e explorador irlandês. Era filho do coronel Wray Palliser, irmão de  Sir  William Palliser (1830-1882) e um descendente direto do Dr William Palliser, Arcebispo de  Cashel (1644-1726).

## Biografia
De 1839 a 1863, Palliser  serviu no exército e tornou-se capitão na artilharia de  Waterford, Irlanda, e foi igualmente   o xerife deste condado. Sua primeira expedição de caça ocorreu em 1847 no oeste dos Estados Unidos. Foi neste período que Palliser escreveu o trabalho  "Solitary Rambles and Adventures of a Hunter in the Prairies", que foi publicado em  1853. Retornou aos Estados Unidos como comandante  da  Expedição Britânica de Exploração da América do Norte, atravessando entre  1857 e 1861 regiões ainda não cartografadas da América do Norte. Realizou uma demarcação topográfica da fronteira entre o Canadá e os Estados Unidos, desde o Lago Superior até as costas do Oceano Pacífico. Durante esta expedição foi assistido por um astrônomo, o tenente  Thomas Blakiston, pelo  botânico Eugène Bourgeau e pelo geólogo Dr.  James Hector. 
As suas viagens ao Canadá permitiram-lhe explorar diversos rios:
- Rio White Fish
- Rio Kaministiquia
- Rio Saskatchewan-norte
- Rio Saskatchewan-sul
- Rio Red

Retornou para a Irlanda em  1862 para apresentar as suas descobertas ao Parlamento Britânico. As informações contidas no seu relatório foram determinantes para o Parlamento proceder a retirada das possessões da Terra de Rupert (zona que compreendia todos os rios que fluem para a Baía de Hudson) com o "Deed of Surrender", em  1869. Isto inaugurou  uma nova era de colonização e de desenvolvimento para o Oeste do Canadá.
É creditado a Palisser ter aberto uma nova era de desenvolvimento do oeste do Canadá. Seu relato considerou  a região atualmente conhecida como Triângulo de Palliser, uma grande região do sul de Alberta e Saskatchewan, como demasiadamente árida para o desenvolvimento  da agricultura. Palliser  visitou a região numa época de grande seca. Porém, a área foi ocupada  para o cultivo porque se mostrou uma terra fértil. Nos anos 30, a informação das inadequadas condições de agricultura na região se mostraram exatas, em detrimento daqueles que haviam tentado o cultivo.
Havia rumores de que Palliser trabalhava como espião em nome de algumas ilhas do Caribe e dos estados Confederados na América, porém não existe nenhuma evidência neste sentido.
Em 1869, viajou para Nova Zembla, na Rússia, com um outro irmão, Frederick Palliser, a bordo do navio "Sampson".
Palliser nunca se casou e se aposentou na Irlanda, onde passou o resto da sua vida com a família. Morreu em sua casa, Comeragh House, no Condado de Waterford, em 1887. Recebeu postumamente o título de "Companheiro da Ordem de São Miguel e São George "(CGM).